# جورج في. براون
جورج في. براون (بالإنجليزية: George V. Brown)‏ هو لاعب هوكي الجليد أمريكي، ولد في 21 أكتوبر 1880 في بوسطن في الولايات المتحدة، وتوفي في 17 أكتوبر 1937.